# Roland Brisset
Pour les articles homonymes, voir Brisset.
Roland Brisset (1560-1643), sieur du Sauvage, est un dramaturge et poète français de la Renaissance.

## Biographie
Si sa date de mort n'est pas certaine, on sait qu'il est né à Tours en 1560, dans une famille noble. Il étudia le droit et fut nommé avocat au Parlement de Paris. Conseiller du roi à Tours, où il revint probablement par fidélité à Henri III chassé de la capitale (3 mai 1588), il s'adonna à l'écriture. Marié avec Anne d'Argouge, il fut le père de trois enfants. Il fut échevin de Tours, à vie, à partir de 1604.
Excellent italianiste et latiniste, il traduisit les tragédies de Sénèque et de Buchanan (Baptiste). Surtout, il diffusa la pastorale italienne en France, en alternant prose et vers.
Ses poèmes sont soit des pièces liminaires que l'on trouve dans les œuvres de ses amis (dont Béroalde de Verville), ou dans ses volumes. Selon Chauvigné, il aurait écrit « sept volumes de poësis diverses ».
Il fut en rapport avec les poètes Michel Guy de Tours et Guillaume Du Peyrat de Lyon.

## Œuvres
- Le premier livre du théâtre tragique de Roland Brisset, gentilhomme tourangeau, Tours, Claude de Montr'œil, 1589 lire en ligne sur Gallica
- Le Berger fidelle traduit de l'italien de Guarini en vers françois, Paris, Barbin, 1592 lire en ligne sur Gallica

## Éditions modernes
- Théâtre français de la Renaissance. La Tragédie à l’époque d’Henri IV, troisième série, vol. 1 (1589), Florence, Olschki, 2020. Textes édités par Michele Mastroianni, Paola Martinuzzi, Daniele Speziari, Dario Ceccheti, Anna Bettoni.